# 15131 Alanalda
15131 Alanalda este un asteroid din centura principală de asteroizi.

## Descriere
15131 Alanalda este un asteroid din centura principală de asteroizi. A fost descoperit pe 10 martie 2000 la Kitt Peak National Observatory, în cadrul proiectului Spacewatch. Asteroidul prezintă o orbită caracterizată de o semiaxă mare de 2,62 ua, o excentricitate de 0,12 și o înclinație de 6,6° în raport cu ecliptica.